# Jana Krumpholcová
Jana Krumpholcová (* 17. prosince 1979) je česká politička, lektorka, pedagožka a zakladatelka lesní mateřské školy Nad Klenicí. Od roku 2018 je zastupitelkou v Mladé Boleslavi, v letech 2020 až 2024 byla zastupitelkou Středočeského kraje a od listopadu 2024 je členkou předsednictva Zelených.

## Život
Absolvovala Jiráskovo gymnázium v Náchodě, poté vystudovala krajinné inženýrství na Lesnické fakultě České zemědělské univerzity v Praze (titul Ing., 1998–2005) a Environmental Sciences na Wageningen University v Nizozemsku (titul MSc., 2003–2005). Absolvovala roční stáž v St. John‘s River Water Management District na Floridě. Dva roky pracovala v konzultantských firmách v oblasti životního prostředí, po přestěhování do Mladé Boleslavi nastoupila jako učitelka na základní školu na výuku angličtiny a poté 2 roky působila jako zaměstnanec Škoda Auto a.s. v jeho zákaznickém centru.
Získané zkušenosti z cizích zemí a mateřství ji přiměly aktivně se zapojit do politického dění, neboť osobní odpovědnost je jí motivací pro zachování důstojných životních podmínek budoucím generacím. V roce 2011 vstoupila do Zelených, založila lesní mateřskou školu a zapojila se do odborných komisí při radě města Mladá Boleslav. V roce 2018 poprvé kandidovala na primátorku města a byla zvolena do městského zastupitelstva, ve volbách 2020 se stala zastupitelkou Středočeského kraje a předsedkyní krajského Výboru pro výchovu, vzdělávání a zaměstnanost.
Jana Krumpholcová žije a vychovává tři děti v Mladé Boleslavi, věnuje se zejména vzdělávání dětí a dospělých.

## Občanské aktivity a politické působení
V Mladé Boleslavi začala v komisi pro životní prostředí, poté v komisi pro školství. V roce 2013, když už chyběla místa v mateřských školách, založila ve městě lesní mateřskou školu. Díky petici proti developerskému projektu v městském parku Štěpánka se jej podařilo zastavit a Krumpholcová jako iniciátorka byla v roce 2018 zvolena do městského zastupitelstva. Jako místopředsedkyně Kontrolního výboru popisovala klientelistické vazby a způsob nakládání s veřejnými prostředky v Mladé Boleslavi, rozebírala některé kauzy spojené s vysokými výdaji do technických služeb, stavebních firem, apod. Ve spolupráci s aktivními občany bylo zabráněno ničení lesíka v příměstské části Sahara, kde docházelo k plošnému kácení zdravých stromů a byly narušeny některé funkce lesa.
V průběhu působení na kraji byla v letech 2020–2024 členkou dozorčí rady v Oblastní nemocnici Mladá Boleslav, a.s.
Poprvé kandidovala ve volbách do Středočeského kraje v roce 2012. V roce 2016 kandidovala za Stranu zelených ve spolupráci s KDU-ČSL a SNK ED a v roce 2020 ve spolupráci s TOP 09 a Hlas byla zvolena do zastupitelstva Středočeského kraje, kdy byl poprvé zvolen člen Strany zelených v tomto kraji. V roce 2013, 2017 a 2021 kandidovala ve volbách do Poslanecké sněmovny.
Do zastupitelstva města Mladá Boleslav kandidovala za Stranu zelených poprvé roce 2014, v letech 2018 a v roce 2022 již jako lídryně v koalici s KDU-ČSL. V roce 2022 získala s uskupením Šance pro Mladou Boleslav skoro 11 % v městském zastupitelstvu a 4 mandáty z 33 členů zastupitelstva.
V roce 2024 kandidovala za Zelené v krajských volbách do zastupitelstva Středočeského kraje na třetím místě kandidátky, ale nebyla zvolena.
Kromě zastupitelské pozice byla mezi lety 2018–2022 členkou několika městských komisí a výborů: místopředsedkyně Kontrolního výboru a Kontrolní komise, členka Výboru pro spolupráci se Škoda Auto a.s. a Okresní hospodářskou komorou, členka Komise pro územní plánování a členka Komise pro rozvojové strategie.
Krumpholcová se dlouhodobě věnuje také rovným příležitostem a zastoupení žen v politice.
Ve volbách do Senátu PČR v roce 2024 kandidovala za Zelené v obvodu č. 38 – Mladá Boleslav. Podpořilo ji také hnutí SEN 21. Se ziskem 7,74 % hlasů skončila na 5. místě, a senátorkou se tak nestala. V listopadu 2024 byla zvolena členkou předsednictva strany.